# Weiße Braunelle
Die Weiße Braunelle (Prunella laciniata) ist eine Pflanzenart aus der Gattung der Braunellen (Prunella) in der Familie der Lippenblütler (Lamiaceae).

## Beschreibung

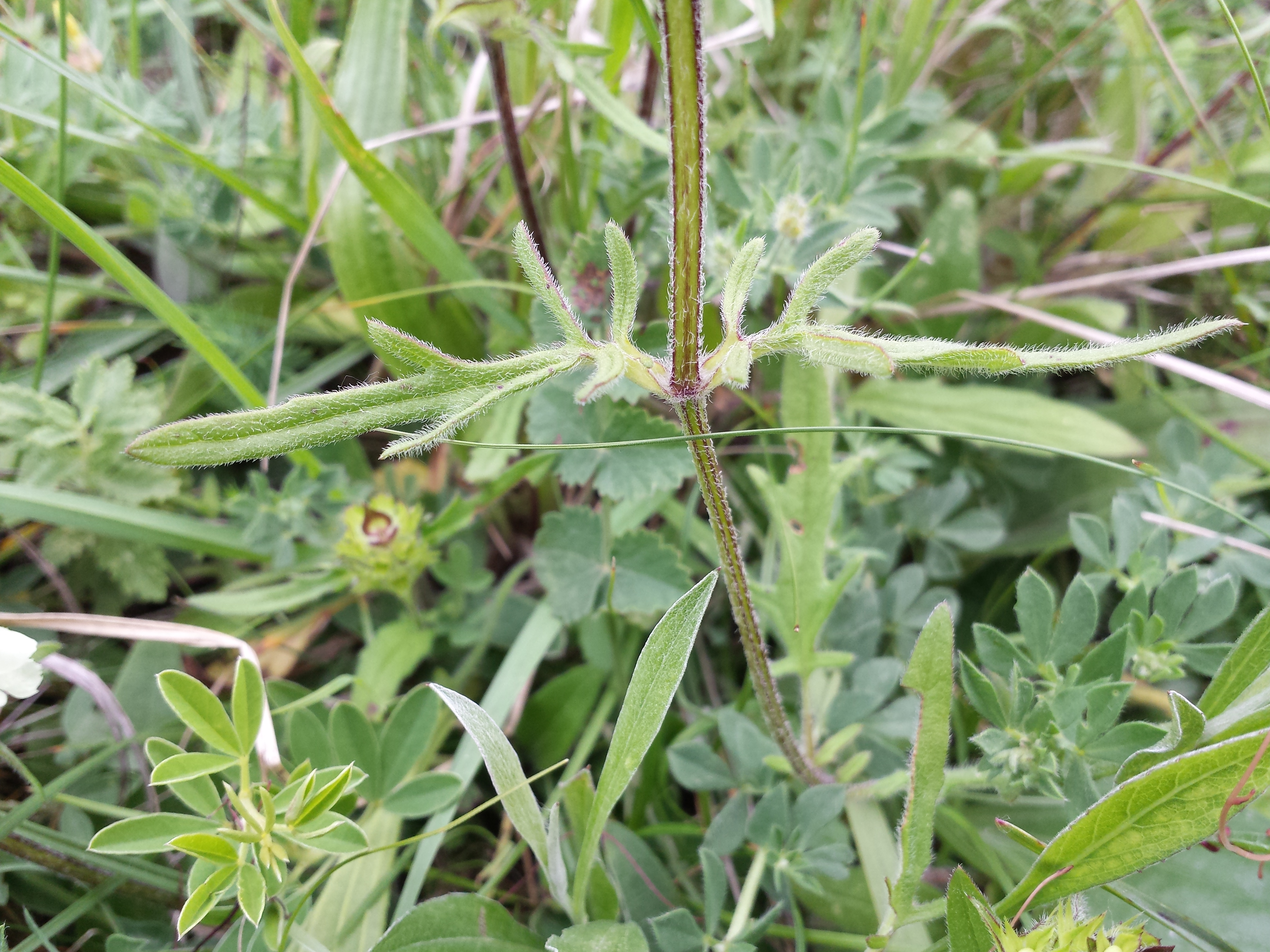
Stängel mit fiederspaltigen Laubblättern

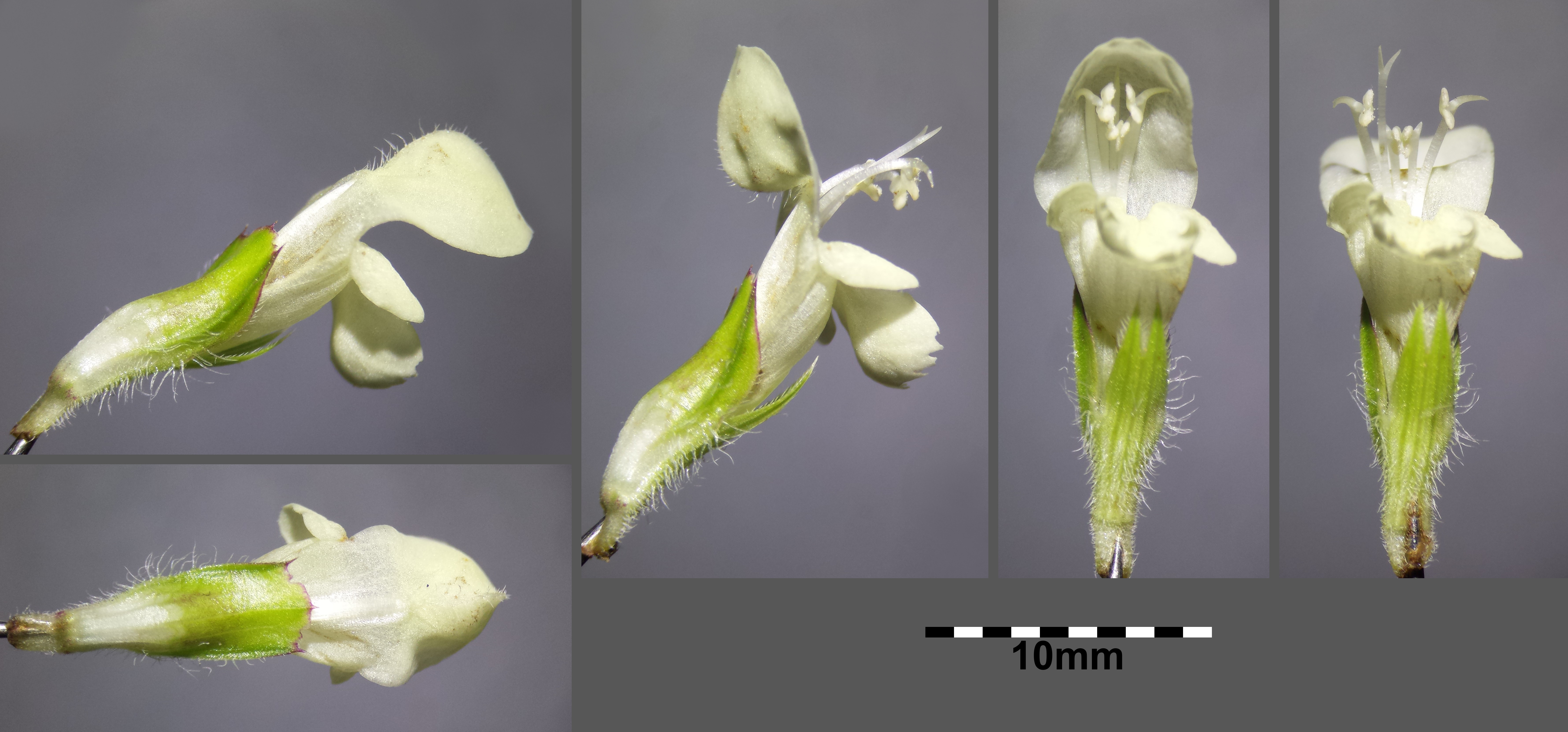
Blüte: die Oberlippe des Kelchs ist gestutzt und ihre Zähne fehlen fast.

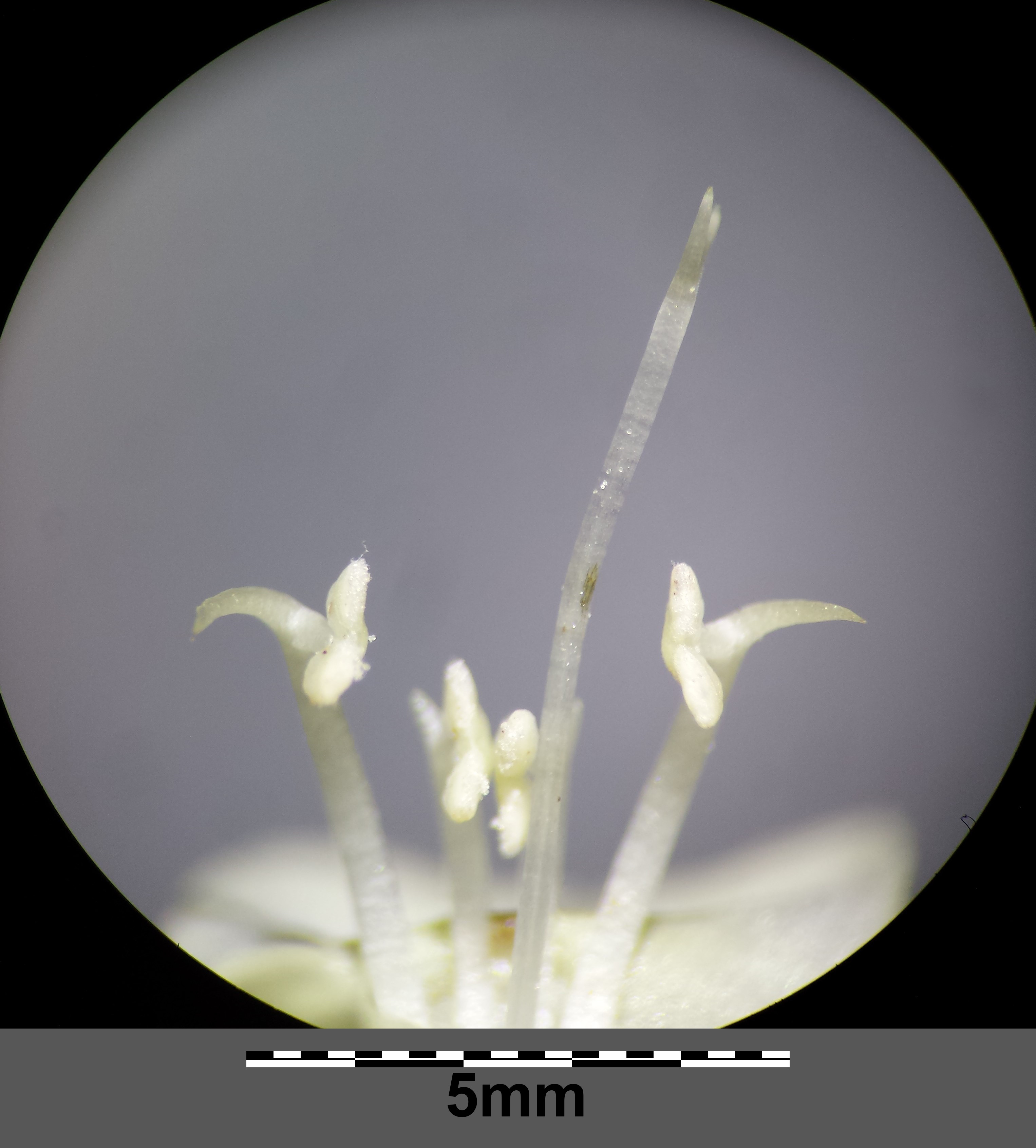
Staubblätter und Griffel: die beiden längeren Staubfäden weisen unterhalb der Staubbeutel einen dornförmigen Zahn auf

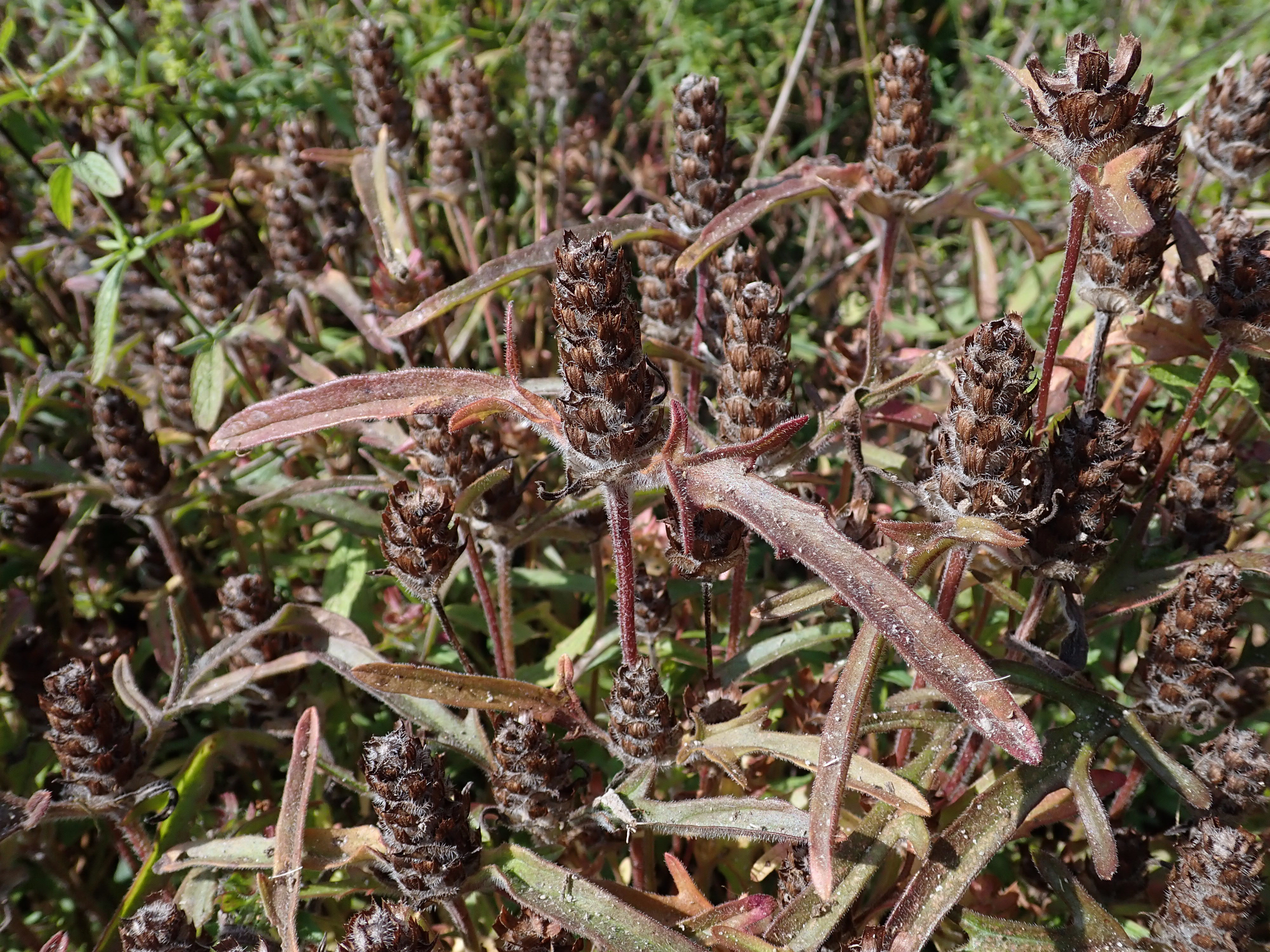
Fruchtstände

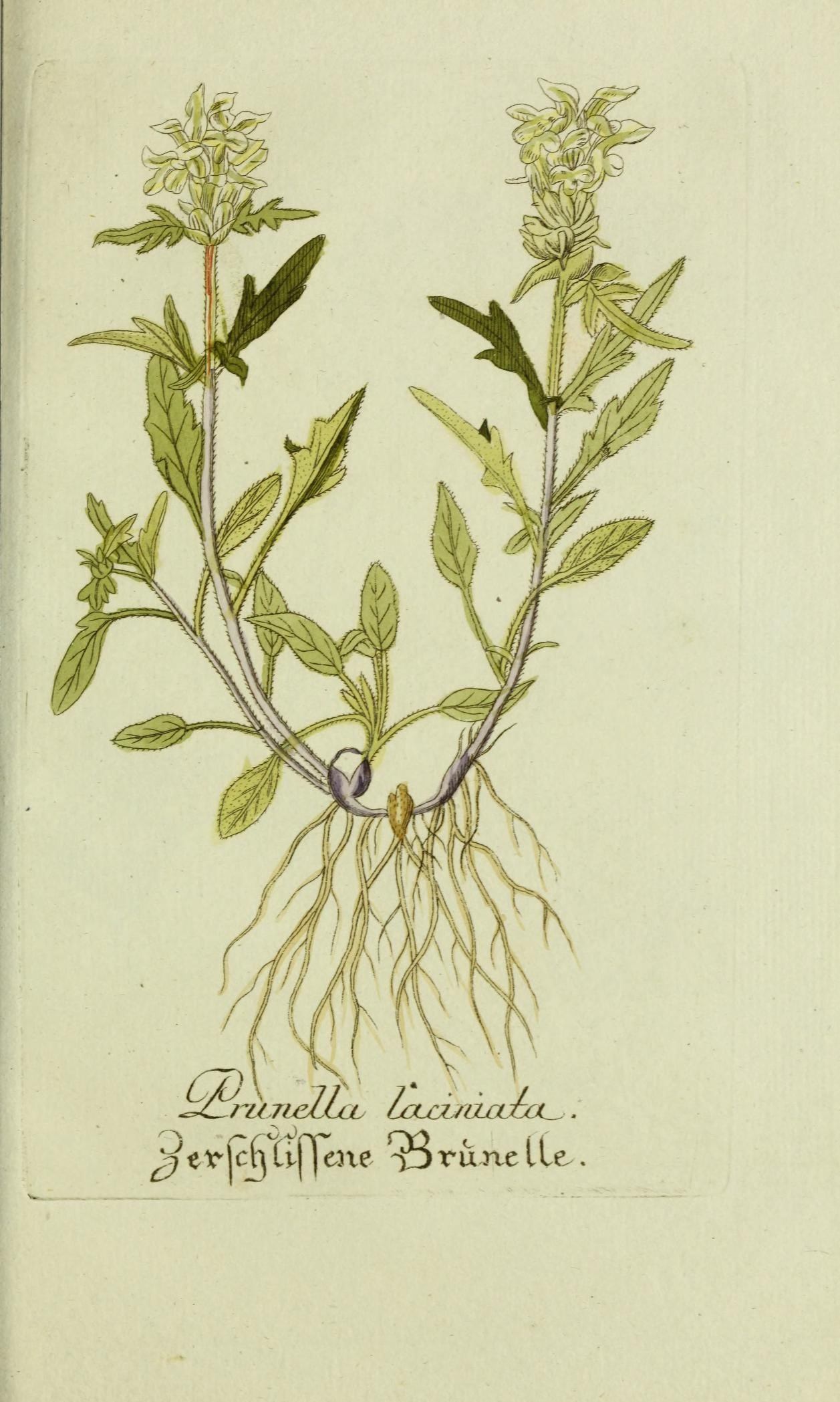
Illustration aus Plantarum indigenarum et exoticarum icones ad vivum coloratae, oder, Sammlung nach der Natur gemalter Abbildungen inn- und ausländischer Pflanzen, für Liebhaber und Beflissene der Botanik

### Vegetative Merkmale
Die Weiße Braunelle wächst als ausdauernde krautige Pflanze und erreicht Wuchshöhen von 5 bis 30 Zentimetern. Sie besitzt eine kurze, reich bewurzelte Grundachse. Die oberirdischen Pflanzenteile sind meist ziemlich dicht mit weißen, etwas krausen Gliederhaaren besetzt. Der aufsteigende bis aufrechte Stängel ist kantig und oft verzweigt.
Die anfangs rosettig gehäuften, aber meist gegenständig am Stängel verteilten Laubblätter sind meist in Blattstiel und -spreite gegliedert. Der Blattstiel ist bis zu 3 Zentimeter lang. Die einfache Spreite der Grundblätter ist bei einer Länge von 1 bis 5 Zentimetern sowie einer Breite von 0,5 bis 1,5 Zentimetern eiförmig-elliptisch mit ganzrandigem oder schwach ausgebuchtetem Blattrand und schwach fiedernervig, beiderseits dicht zottig behaart. Die Stängelblätter sind bis zu 7 Zentimeter lang, meist schwächer behaart, ganzrandig oder häufiger fiederspaltig, mit jederseits zwei bis drei linealischen, stumpfen, oft ihrerseits mehr oder weniger gelappten Blattabschnitten.

### Generative Merkmale
Die Blütezeit reicht von Juni bis August. Über den obersten Stängelblättern befinden sich in den sitzende, 2 bis 6 Zentimeter langen, scheinährigen Blütenständen die dicht angeordneten Blüten. Die Hochblätter sind breiter als lang, besitzen eine scharf abgesetzte Spitze und sind am Rand und an den netzig verbundenen Nerven grün (oft mehr oder weniger violett überlaufen); sie sind rauhaarig, dazwischen weißhäutig und mehr oder weniger kahl.
Die zwittrige Blüte ist zygomorph und fünfzählig mit doppelter Blütenhülle. Der etwa 12 Millimeter lange Kelch ist deutlich zweilippig. Die Kelchoberlippe besitzt einen breiten, gestutzten und kurz bespitzten Mittelzahn und viel schmalere, dreieckige Seitenzähne. Die Kelchunterlippe hat noch wesentlich schmalere und längere Zähne. Die 15 bis 18 Millimeter lange Krone ist gelblichweiß, größtenteils kahl, mit einer etwa 11 Millimeter langen, allmählich erweiterten Kronröhre sowie einer etwa 5 Millimeter langen, oben schwach flaumigen Oberlippe und 4 bis 5 Millimeter langer, herabgeschlagener Unterlippe. Die vorderen Staubblätter besitzen einen fast 1 Millimeter langen, leicht vorwärts gekrümmten Zahn, die hinteren haben einen viel kürzeren, etwas rückwärts gekrümmten Fortsatz.
Die Klausen sind 2 bis 2,5 Millimeter lang.

### Chromosomenzahl
Die Chromosomenzahl beträgt 2n = 28 oder 32.

## Verwechslungsmöglichkeiten
Prunella laciniata wird häufig mit der Prunella vulgaris f. leucantha verwechselt. Sie ist jedoch außer durch die stets viel stärkere Behaarung und die größeren Blüten besonders auch durch den Stängelbau zu unterscheiden: Die äußeren Schichten der nur durch schwach entwickeltes Kollenchym gestützten Stängelrinde bestehen aus großzelligem, farblosem Parenchym, die inneren dagegen aus kleineren, chlorophyllreichen Zellen.

## Vorkommen und Artenschutz
Prunella laciniata kommt in vielen Teilen des Mittelmeerraums vor, in Europa nördlich bis zum belgischen Kalkgebiet, Ostdeutschland, Ungarn, Südrussland, östlich bis zum Kaukasusraum und Nordiran und südlich bis zu den Atlasländern.
Prunella laciniata ist eine ursprünglich mediterrane, doch auch in Mitteleuropa ziemlich weit verbreitete Art, die zerstreut bis selten im mittleren und südwestlichen Teil Deutschlands vorkommt. Während sie im Süden wenig große Standortansprüche stellt und in sehr verschiedenen Wiesentypen gedeiht, ist sie an ihrer Nordgrenze auf trockene Kalkhänge beschränkt.
Die Weiße Braunelle wächst in trockenen Magerwiesen, an steinigen Südhängen, auf Bachschutt und in lichten Eichen- und Föhrengehölzen. Sie ist in Mitteleuropa eine Charakterart der Festuco-Brometea-Klasse, kommt aber auch in Gesellschaften der Verbände Cirsio-Brachypodion oder Geranion sanguinei vor.
Sie steigt nur ausnahmsweise höher als die Weinrebe, so etwa in Tirol bis in Höhenlagen von 1300 Metern und im Puschlav bis 1320 Meter.
Die ökologischen Zeigerwerte nach Landolt et al. 2010 sind in der Schweiz: Feuchtezahl F = 2 (mäßig trocken), Lichtzahl L = 4 (hell), Reaktionszahl R = 4 (neutral bis basisch), Temperaturzahl T = 4+ (warm-kollin), Nährstoffzahl N = 2 (nährstoffarm), Kontinentalitätszahl K = 3 (subozeanisch bis subkontinental).
In der Roten Liste der gefährdeten Pflanzenarten Deutschlands ist Prunella laciniata in Kategorie 3+ = „gefährdet“. Prunella laciniata sollte wegen ihrer Seltenheit und Gefährdung nicht gesammelt werden.

## Systematik
Die Erstveröffentlichung erfolgte 1753 als Varietät Brunella vulgaris var. laciniata durch Carl von Linné in Species Plantarum, Tomus 2, S. 600. Die Bezeichnung laciniata der Varietät hatte er wie so oft aus Caspar Bauhins ΠΙΝΑΞ [Pinax] Theatri botanici, S. 261 entnommen (Brunella folio laciniato). Er selbst hat diese Sippe 1763 in Species Plantarum, 2. Auflage, Band 2, S. 837 als Prunella laciniata (L.) L. in den Artrang gestellt. Weitere Synonyme für Prunella laciniata (L.) L. sind: Prunella grandiflora var. laciniata (L.) Trevir., Prunella vulgaris subsp. laciniata (L.) Čelak., Prunella afriquena Pau & Font Quer, Prunella alba Pall. ex M.Bieb. nom. illeg., Prunella alba var. integrifolia Godr., Prunella alba var. pinnatifida (Coss. & Germ.) Gren. & Godr., Prunella grandiflora var. alba Trevir., Prunella integerrima Beck, Prunella laciniata var. integerrima (Beck) Nyman, Prunella laciniata var. integrifolia Godr., Prunella laciniata var. intermedia Nyman, Prunella laciniata var. macrostachya Pau & Font Quer, Prunella laciniata var. pinnatifida Coss. & Germ., Prunella laciniata subsp. subintegra (Buch.-Ham.) Franco, Prunella laciniata var. subintegra Buch.-Ham., Prunella sulphurea Mill., Prunella vulgaris subsp. alba (M.Bieb.) Bonnier & Layens, Prunella vulgaris subsp. laciniata Arcang.
Die Arten der Gattung Prunella neigen stark zur Bildung von Bastarden. Oft werden sie nicht als solche erkannt, da in vielen Fällen einer der Elternteile (besonders die seltenere Prunella laciniata) fehlt oder übersehen wurde. Die Hybriden überdauern aber, wenn etwa Prunella laciniata nicht mehr vorhanden ist. Hybride Formen, bei denen Prunella laciniata ein Elternteil ist, lassen sich durch gewisse typische Merkmale doch erkennen. Verwechslungen sind möglich durch weißblühende Formen von Prunella vulgaris (f. leucantha Schur). Diese sind jedoch weniger behaart und die Blüten deutlich kleiner.

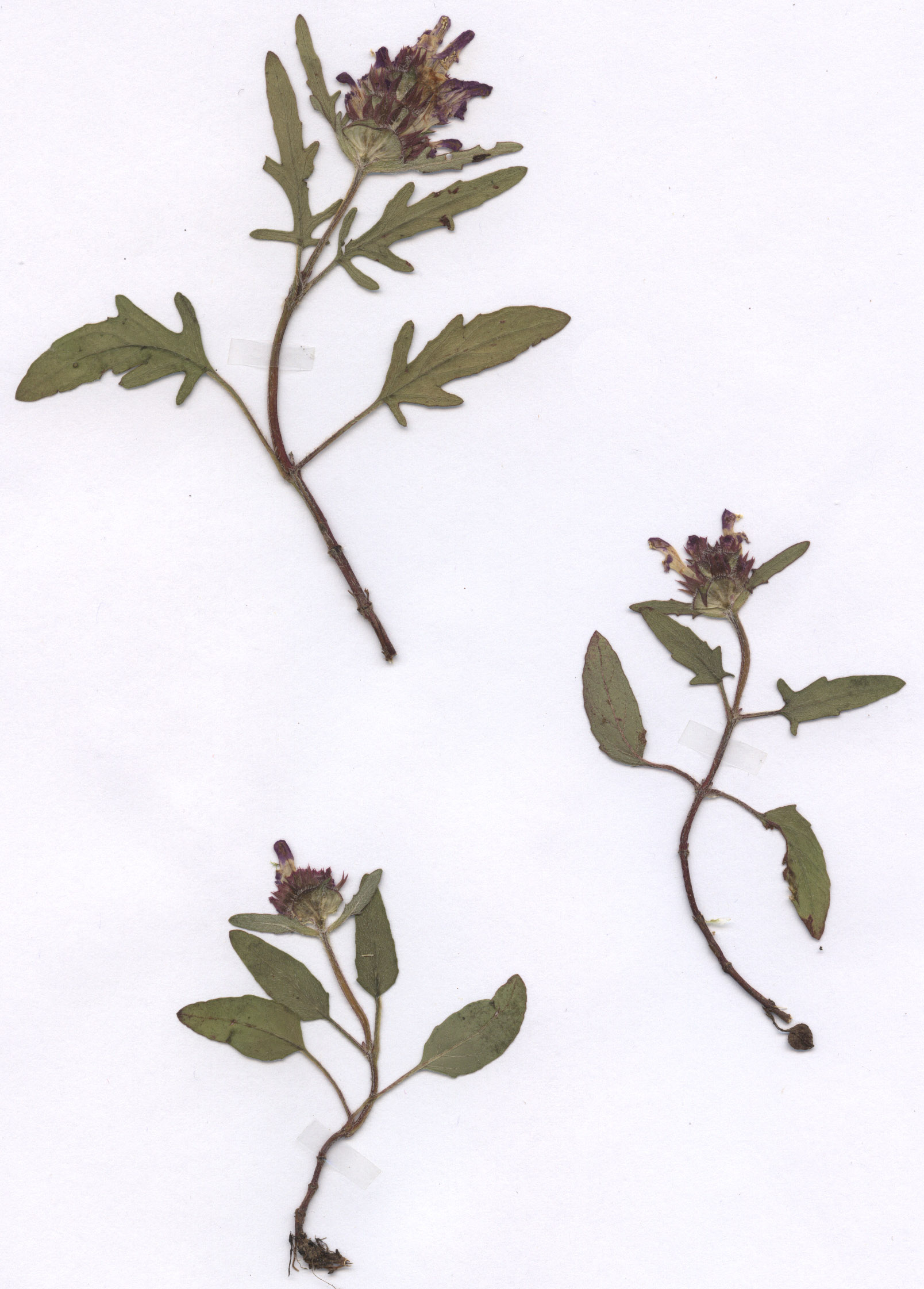
Prunella laciniata × Prunella vulgaris = Prunella ×intermedia Link. Besondere Kennzeichen der abgebildeten Exemplare: Blüten weiß mit violetten Flecken, Stängelblätter sowohl ganzrandig als auch fiederschnittig in allen Variationen.
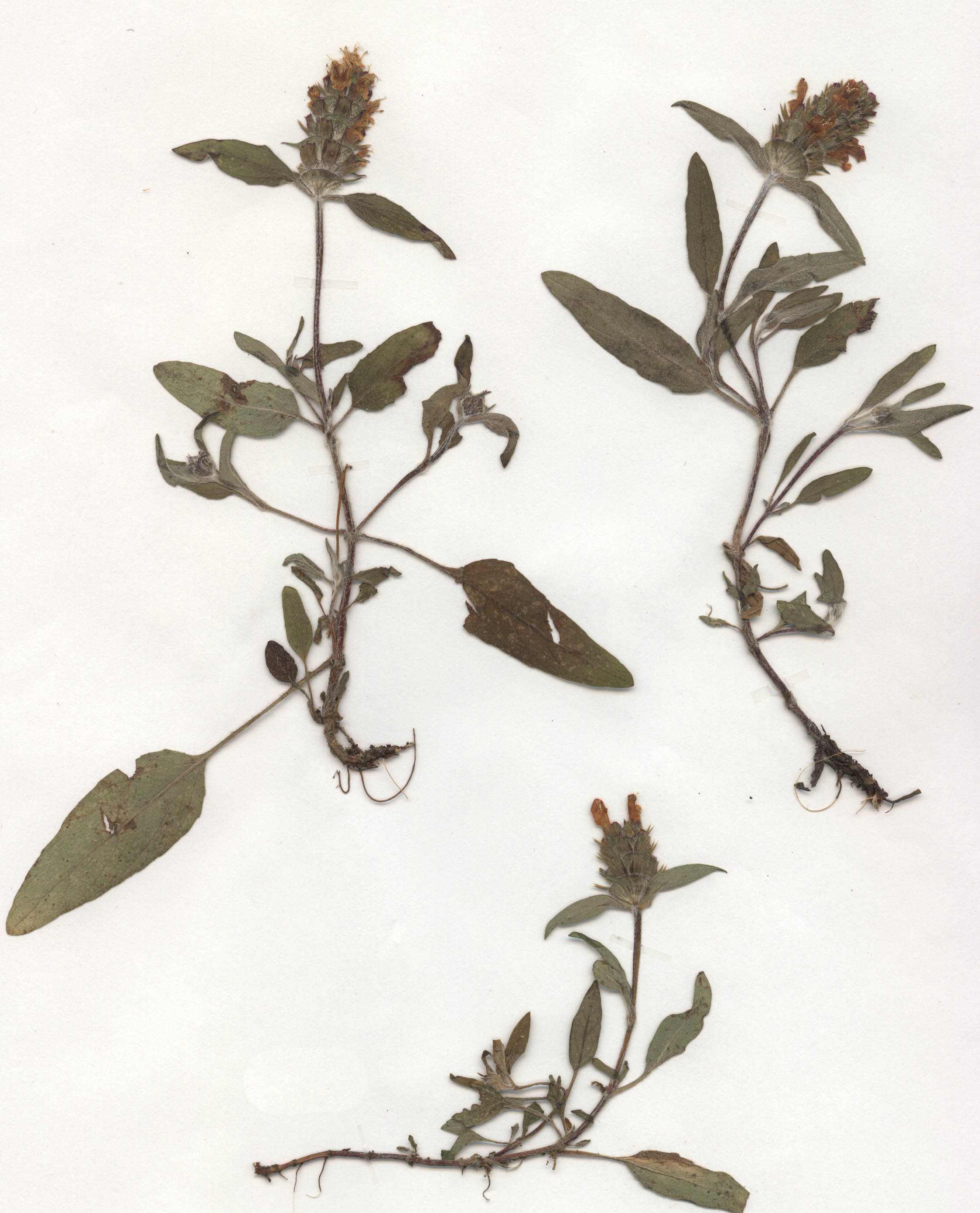
Prunella laciniata × Prunella vulgaris = Prunella ×intermedia Link. Besondere Kennzeichen der abgebildeten Exemplare: Blüten weiß, alle Blätter ganzrandig
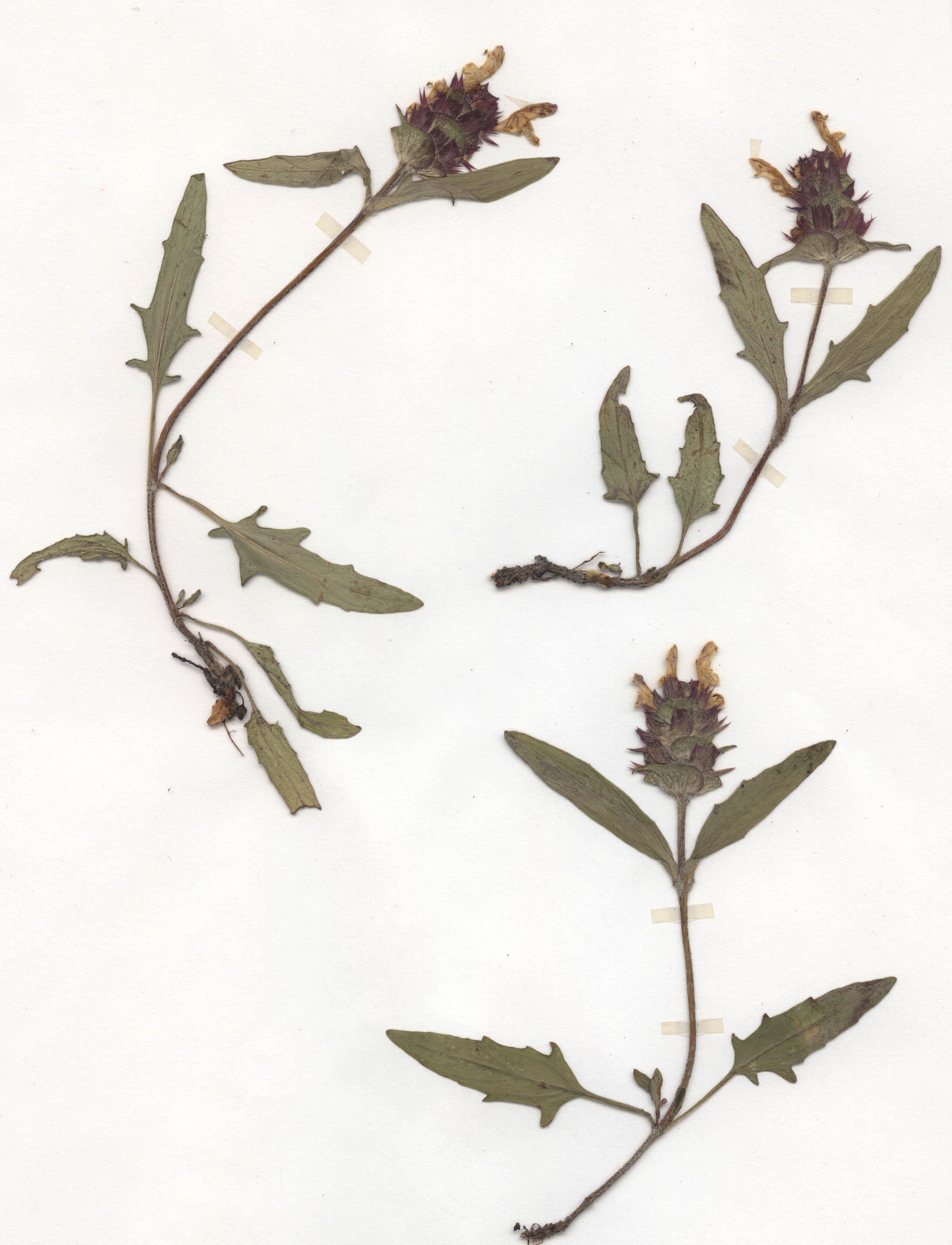
Prunella laciniata × Prunella grandiflora = Prunella ×dissecta Wenderoth. Besondere Kennzeichen der abgebildeten Exemplare: Blüten groß, weiß, Blätter meist fiederspaltig. Scheinähren über den obersten Laubblättern deutlich gestielt.
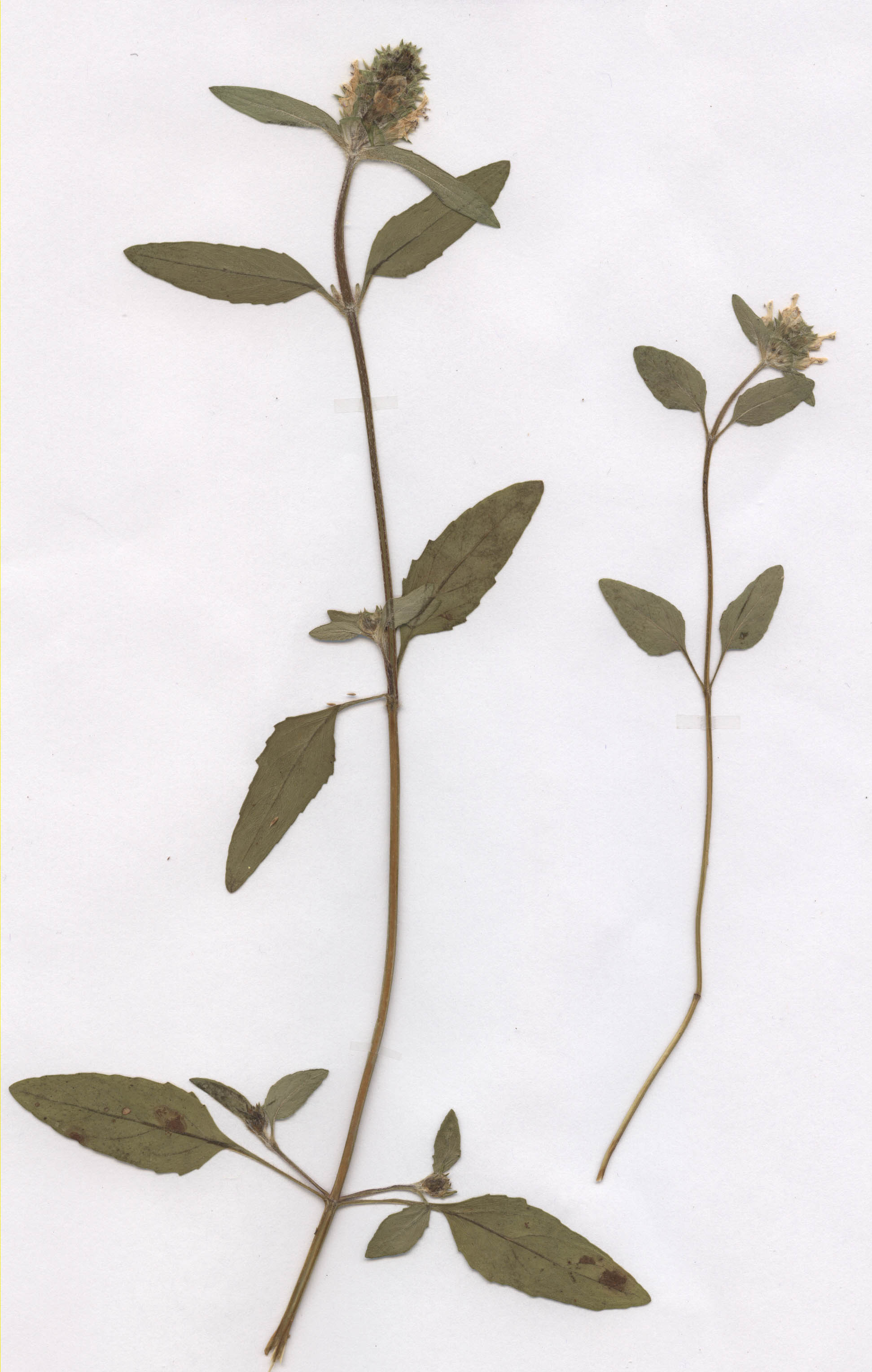
Prunella vulgaris f. leucantha Schur. Kein Bastard mit Prunella laciniata, sondern eine weißblühende Form von Prunella vulgaris. Kennzeichen: Habitus von Prunella vulgaris, jedoch weiße Blüten.